# Jリーグポケット
『Jリーグポケット』は、コナミから2001年3月21日にゲームボーイアドバンスと同時に発売をした同ハード初のサッカーゲームであるが、事実上はセガの『プロサッカークラブをつくろう!』シリーズと同じく経営シミュレーションゲームである。
| スタブアイコン | サブスタブ | この項目は、まだ閲覧者の調べものの参照としては役立たない、コンピュータゲームに関連した書きかけの項目です。この項目を加筆・訂正などしてくださる協力者を求めています（P:コンピュータゲーム/PJ:コンピュータゲーム）。 |